# Margarita Mathiopoulos
Margarita Mathiopoulos (ur. 17 maja 1956 w Bonn) jest niemieckim przedsiębiorcą i publicystką.

## Edukacja
Margarita Mathiopoulos jest córką urodzonego w Grecji dziennikarza Basila Petrosa Mathiopoulosa i filologa Elsie Mathiopoulou-Tornaritou. Ze względu na sytuację polityczną w Grecji w kwietniu 1967 r. jej ojciec uciekł do ambasady Niemiec i został pozbawiony obywatelstwa greckiego. Mathiopoulos studiowała w Bonn i na Sorbonie (od listopada do grudnia 1979 r.) politologię, historię współczesną, prawo, filologię włoską i psychologię. W 1980 roku ukończyła studia magisterskie na Uniwersytecie w Bonn. Następnie w latach 1980–1983 prowadziła badania na stypendium doktoranckim Fundacji Friedricha Naumanna na Uniwersytecie Harvarda. Jej mentorami byli Samuel P. Huntington i Richard E. Neustadt. W roku 1986 obroniła pracę doktorską pod tytułem „Geschichte und Fortschritt im Denken Amerikas: Ein europäisch-amerikanischer Vergleich” na Uniwersytecie w Bonn. Jej rozprawę opublikowano w roku 1987, w roku 1989 ukazała się w języku angielskim. Po stwierdzeniu w jej rozprawie doktorskiej plagiatu została pozbawiona stopnia doktora w roku 2017.

## Kariera
W latach 1975–1980 Mathiopoulos była niezależną dziennikarką i prezenterką WDR. W latach 1977–1979 była także attaché prasowym ambasady cypryjskiej w Bonn. W latach 1983–1985 pracowała jako korespondentka dla greckiej stacji telewizyjnej ERT 1, a od 1985 do 1987 r. była zarządzie IBM w Stuttgarcie. W późniejszych latach często prowadziła wykłady na uczelniach. W 1992 r. Mathiopoulos zatrudniono w Norddeutsche Landesbank. W 1997 roku po jej zwolnieniu doszło do ugody przed sądem pracy w Hanowerze, która zapewniła jej odszkodowanie w wysokości 410 000 DM. W tym czasie prowadziła wykłady na Uniwersytecie w Hanowerze i na Uniwersytecie Technicznym w Brunszwiku. Od 1998 do 2001 r. Mathiopoulos była starszym doradcą Johna Westona, prezesa brytyjskiej firmy zbrojeniowej BAE Systems. W lipcu 2001 r. Mathiopoulos wraz z byłym inspektorem generalnym Bundeswehry i przewodniczącym Komitetu Wojskowego NATO Klausem Naumannem, byłym premierem Szwecji Carlem Bildtem i innymi partnerami założyli EAG European Advisory Group. Firma doradzała i pośredniczyła między innymi w związku z międzynarodowymi umowami zbrojeniowymi.

## Plagiat
Politolog Andreas Falke po raz pierwszy zgłosił zarzuty dotyczące plagiatu w rozprawie Mathiopoulos w 1989 r. 11 września 1989 r. magazyn Der Spiegel poinformował, że rozprawa Mathiopoulos zawierała usterki, ponieważ jej fragmenty zostały skopiowane z innych prac bez podania źródeł. Zdaniem Mathiopoulos popełniła ona w swojej rozprawie jedynie błędy. Rozprawa doktorska Mathiopoulos została zbadana pod kątem plagiatu w kwietniu 2011 r. przez VroniPlag. Według VroniPlag (stan na 19 lipca 2011 r.) ponad 46 procent stron tej pracy jest splagiatowanych. W dniu 18 kwietnia 2012 r. podjęto decyzję o cofnięciu jej stopnia doktora. W dniu 6 grudnia 2012 r. Sąd Administracyjny w Kolonii potwierdził decyzję Uniwersytetu w Bonn, że Mathiopoulos dosłownie przejęła fragmenty swojej rozprawy z innych prac. Europejski Trybunał Praw Człowieka orzekł w dniu 4 października 2018 r. (skarga nr 38128/18), że skarga Mathiopoulos na decyzję Federalnego Sądu Administracyjnego w Lipsku jest niesłuszna; Mathiopoulos ostatecznie straciła stopień doktora.